# 天山积雪雪崩研究站
天山积雪雪崩研究站，隶属于中国科学院，建于1967年，位于新疆伊犁地区新源县巩乃斯乡境内，海拔1776米。 